# Liste des monuments historiques de Tournus
Ce tableau présente la liste de tous les monuments historiques classés ou inscrits dans la ville de Tournus, Saône-et-Loire, en France.

## Liste
| Monument                                       | Adresse                                         | Coordonnées                      | Notice                        | Protection                    | Date                     | Illustration                                  |
| ---------------------------------------------- | ----------------------------------------------- | -------------------------------- | ----------------------------- | ----------------------------- | ------------------------ | --------------------------------------------- |
| Abbaye Saint-Philibert                         |                                                 | 46° 33′ 57″ nord, 4° 54′ 31″ est | « PA00113488 »                | Classé Inscrit Classé Inscrit | 1840 1927 1928 1951 2023 | Abbaye Saint-Philibert                        |
| Chapelle Saint-Laurent                         |                                                 | 46° 34′ 11″ nord, 4° 54′ 26″ est | « PA00113490 »                | Classé                        | 1905                     | Chapelle Saint-Laurent                        |
| Église Sainte-Madeleine                        |                                                 | 46° 33′ 39″ nord, 4° 54′ 51″ est | « PA00113491 »                | Inscrit                       | 1927                     | Église Sainte-Madeleine                       |
| Église Saint-Valérien                          |                                                 | 46° 33′ 53″ nord, 4° 54′ 35″ est | « PA00113492 »                | Inscrit                       | 1927                     | Église Saint-Valérien                         |
| Hôtel d’Aubonne                                | 63 rue de la République                         | 46° 33′ 43″ nord, 4° 54′ 46″ est | « PA00113505 »                | Inscrit                       | 1948                     | Hôtel d’Aubonne                               |
| Hôtel de la Gerbe                              | 8 rue Désiré-Mathivet                           | 46° 33′ 42″ nord, 4° 54′ 47″ est | « PA00113506 »                | Inscrit                       | 1948                     | Hôtel de la Gerbe                             |
| Hôtel Jean Magnon                              | Place de l'Hôtel-de-Ville 2 rue Désiré Mathivet | 46° 33′ 42″ nord, 4° 54′ 47″ est | « PA00113495 »                | Classé                        | 1927                     | Hôtel Jean Magnon                             |
| Hôtel Lacroix-Laval                            | 15-17 rue de la République                      | 46° 33′ 47″ nord, 4° 54′ 42″ est | « PA00113502 » « PA00113503 » | Classé Inscrit                | 1922 1948 2016           | Hôtel Lacroix-Laval                           |
| Hôtel de ville                                 |                                                 | 46° 33′ 42″ nord, 4° 54′ 44″ est | « PA00113494 »                | Inscrit Classé                | 1927 1933                | Hôtel de ville                                |
| Hôtel-Dieu                                     | Rue de l'Hôpital                                | 46° 33′ 43″ nord, 4° 54′ 40″ est | « PA00113493 »                | Classé                        | 1964                     | Hôtel-Dieu                                    |
| Immeuble à arcades                             | 9 place de l'Hôtel-de-Ville                     | 46° 33′ 42″ nord, 4° 54′ 45″ est | « PA00113497 »                | Inscrit                       | 1937                     | Immeuble à arcades                            |
| Maison                                         | Rue de la République Rue Jean-Jaurès            | 46° 33′ 49″ nord, 4° 54′ 40″ est | « PA00113500 »                | Inscrit                       | 1928                     | Maison                                        |
| Maison                                         | 13 rue de la République                         | 46° 33′ 47″ nord, 4° 54′ 42″ est | « PA00113501 »                | Inscrit                       | 1948                     | Maison                                        |
| Maison Monière                                 | 45 rue de la République                         | 46° 33′ 44″ nord, 4° 54′ 45″ est | « PA00113504 »                | Inscrit                       | 2013                     | Maison Monière                                |
| Maison                                         | 62 rue de la République-Nord                    | 46° 33′ 44″ nord, 4° 54′ 45″ est | « PA00113507 »                | Inscrit                       | 1948                     | Maison                                        |
| Maison aux Chimères                            | 13 place Lacretelle                             | 46° 33′ 51″ nord, 4° 54′ 38″ est | « PA00113498 »                | Inscrit                       | 1948                     | Maison aux Chimères                           |
| Maison de l'Escargot                           | Place de l'Hôtel-de-Ville Rue de la République  | 46° 33′ 43″ nord, 4° 54′ 46″ est | « PA00113496 »                | Classé                        | 1931                     | Maison de l'Escargot                          |
| Maison Guichard-Jeanton                        | 4 rue Désiré-Mathivet                           | 46° 33′ 42″ nord, 4° 54′ 47″ est | « PA00113499 »                | Classé                        | 1927                     | Maison Guichard-Jeanton                       |
| Monument aux morts                             |                                                 | 46° 33′ 47″ nord, 4° 54′ 33″ est | « PA00113508 »                | Classé                        | 2020                     | Monument aux morts                            |
| Palais de Justice                              | Place des Casernes                              | 46° 33′ 38″ nord, 4° 54′ 43″ est | « PA00113489 »                | Inscrit                       | 1972                     | Palais de Justice                             |
| Puits du presbytère de Lambres (ou de l'Ambre) | Quartier de l'Ambre à Tournus                   | 46° 33′ 38″ nord, 4° 53′ 22″ est | « PA00113509 »                | Inscrit                       | 1935                     | Puits du presbytère de Lambres(ou de l'Ambre) |